# Acreichthys radiatus
Acreichthys radiatus és una espècie de peix de la família dels monacàntids i de l'ordre dels tetraodontiformes.

## Morfologia
- Els mascles poden assolir 7 cm de longitud total.[4][5]

## Hàbitat
És un peix marí, de clima tropical i associat als esculls de corall que viu entre 6-8 m de fondària.

## Distribució geogràfica
Es troba a les Illes Ryukyu, les Filipines, Indonèsia, Austràlia, Nova Caledònia i Papua Nova Guinea.

## Observacions
És inofensiu per als humans.